# Episodi di California (ottava stagione)
Questa voce contiene trame, dettagli e crediti dei registi e degli sceneggiatori dell'ottava stagione della serie televisiva California.
Negli Stati Uniti d'America, è stata trasmessa per la prima volta dalla CBS dal 18 settembre 1986 al 7 maggio 1987, posizionandosi al 26º posto nei rating Nielsen di fine anno con il 16,8% di penetrazione e con una media di quasi 15 milioni di spettatori.
Il cast regolare di questa stagione è composto da: William Devane (Gregory Sumner), Kevin Dobson ('Mack' Patrick MacKenzie), Julie Harris (Lilimae Clements), Michele Lee (Karen MacKenzie), Constance McCashin (Laura Avery Sumner), Donna Mills (Abby Ewing), Ted Shackelford (Gary Ewing), Douglas Sheehan (Ben Gibson), Joan Van Ark (Valene Gibson).
| nº | Titolo originale                  | Titolo italiano                 | Prima TV USA      | Prima TV Italia |
| -- | --------------------------------- | ------------------------------- | ----------------- | --------------- |
| 1  | Just Disappeared (1)              | Scomparsa                       | 18 settembre 1986 |                 |
| 2  | Distant Echoes (2)                | Echi lontane                    | 18 settembre 1986 |                 |
| 3  | Reunion                           | Riunione                        | 25 settembre 1986 |                 |
| 4  | Past Tense                        | Passato remoto                  | 2 ottobre 1986    |                 |
| 5  | Slow Burn                         | L'incendio                      | 9 ottobre 1986    |                 |
| 6  | For Appearance's Sake             | Salvare le apparenze            | 16 ottobre 1986   |                 |
| 7  | All Over But the Shouting         | Tutto a posto, niente in ordine | 23 ottobre 1986   |                 |
| 8  | Pressure Points                   | Pressioni                       | 30 ottobre 1986   |                 |
| 9  | Brothers and Mothers              | Madri e fratelli                | 6 novembre 1986   |                 |
| 10 | Over the Edge                     | Oltre ogni limite di guardia    | 13 novembre 1986  |                 |
| 11 | A Turn of Events                  | Dubbi e tentazioni              | 20 novembre 1986  |                 |
| 12 | Touch and Go                      | Tra la vita e la morte          | 27 novembre 1986  |                 |
| 13 | The Inside Man                    | Affari e politica               | 4 dicembre 1986   |                 |
| 14 | Gifts                             | Regali                          | 11 dicembre 1986  |                 |
| 15 | Truth Will Out                    | Tutti i nodi vengono al pettine | 18 dicembre 1986  |                 |
| 16 | The Unraveling                    | La soluzione                    | 1º gennaio 1987   |                 |
| 17 | No Miracle Worker                 | La lenza da trota               | 8 gennaio 1987    |                 |
| 18 | My True Love                      | Una donna di classe             | 15 gennaio 1987   |                 |
| 19 | Never Trick a Trickster           | Mai imbrogliare un imbroglione  | 29 gennaio 1987   |                 |
| 20 | A Plan of Action                  | Senza respiro                   | 5 febbraio 1987   |                 |
| 21 | Survival of the Fittest           | La legge del più forte          | 12 febbraio 1987  |                 |
| 22 | In Mourning                       | Il mistero del finanziere       | 19 febbraio 1987  |                 |
| 23 | Nightmare                         | Nightmare                       | 26 febbraio 1987  |                 |
| 24 | Neighborly Conduct                | A carte scoperte                | 5 marzo 1987      |                 |
| 25 | Deadly Combination                | La torta alla crema             | 12 marzo 1987     |                 |
| 26 | Our Secret                        | Silenzio stampa                 | 26 marzo 1987     |                 |
| 27 | Breakup                           | Due stili di vita               | 2 aprile 1987     |                 |
| 28 | Parental Guidance                 | Proposte di matrimonio          | 9 aprile 1987     |                 |
| 29 | Do Not Fold, Spindle, or Mutilate | Relazioni pericolose            | 30 aprile 1987    |                 |
| 30 | Cement the Relationship           | Assassinio a Lotus Point        | 7 maggio 1987     |                 |